# Dialetto noneso
Il dialetto noneso (nome nativo nònes), detto anche anaunico o naunico, è un idioma romanzo in uso nella val di Non in Trentino. Prende il nome dagli antichi abitanti retici della valle, gli Anauni.
Vicino al dialetto solandro, il termine "anaunico" viene anche usato per riferirsi al complesso di entrambi.
La classificazione linguistica del noneso è controversa: per Graziadio Isaia Ascoli, fondatore della dialettologia retoromanza, esso è ladino, derivante da un'antica area retica che ha dato un ampio substrato al latino dei conquistatori Impero Romano, e vi includeva anche il solandro: tale tesi viene sostenuta anche da Virgilio Inama.
Sostengono invece l'appartenenza del noneso al gruppo gallo-padano Carlo Salvioni, le cui tesi aprirono al tempo una discussione sull'italianità delle parlate retoromanze, Giovan Battista Pellegrini, che nella sua Carta dei Dialetti d'Italia lo classifica come varietà della lingua lombarda ed Enrico Quaresima, autore del Vocabolario anaunico e solandro, dove sostiene che "l'anaunosolandro presenta anche spiccate caratteristiche sue proprie che lo distaccano nettamente dai dialetti ladini" e li ritiene "anzitutto affini al dialetto trentino, specie a quello rustico e arcaico".
Nel ventunesimo secolo, gli studi dialettometrici di Roland Bauer mostrano come il sistema noneso-solandro ha un basso indice di ladinità, anche seguendo i criteri determinati da Ascoli e con i dati a sua disposizione, e suggeriscono che appartenga allo stesso gruppo del trentino centrale, del quale sarebbe una forma più conservativa.

## Caratteristiche del dialetto nones
- Palatalizzazione della c e della g davanti alla a, come ciaval (ital. cavallo, vedi francese cheval); giat (gatto) ecc. In alcuni villaggi della Valle di Non, nella bassa Valle di Sole e Rabbi la palatizzazione è parziale come avviene nel Friulano (es: cjaval, gjat).
- 2ª persona del verbo con -s (ti ciantes = tu canti)
- Mantenimento dei gruppi di consonanti PL, BL, FL, CL, GL (p.e. plàser - ital. piacere, flà - fiato, blanć - bianco, glêsia - chiesa, clamar- chiamare)
- Perdita delle vocali finali non accentate -o e -e (man - mano, braz - braccio) al termine delle parole.
- Presenza del dittongo "uê" es. fuêr (fuori), cuêr (cuore), ancuêi (oggi), scuêla (scuola). Questa caratteristica è particolarmente viva soprattutto nell'alta valle, a Tres e a Vervò. Nei paesi Coredo-Smarano-Sfruz troviamo il dittongo "uò" (fuòr, cuòr, ancuòi, scuòla). Nel resto della valle abbiamo "ô" aperta /ɔ/ o chiusa /o/ (fôr, côr, ancôi, scôla), che diviene /ø/ oppure /œ/ nella zona Solandra.
- Trasformazione di -al- latina in -au- . Es: altus (Lat) > AUT (Nones), con "alto" in Italiano; calidus (lat) > CIAUT (nones) con "caldo" in Italiano, alter (lat) > AUTER (nones), con "altro" in Italiano.
- Diverse particolarità della sintassi e del vocabolario estranee sia alla lingua italiana, che ai dialetti lombardi e trentini. Esse sono state trasmesse nel nones da lingue preromane (retiche) e dal tedesco.

## Esempi e comparazione

### Tabella di comparazione del Nones con alcune lingue neolatine
| latino                         | nones          | trentino | friulano occidentale | lombardo | francese | italiano        | spagnolo | occitano    | catalano | portoghese | romeno   | sardo            | còrso            | veneto   |
| clave(m)                       | clao/clau      | ciave    | clâf                 | ciaf     | clef     | chiave          | llave    | clau        | clau     | chave      | cheie    | crae/crai        | chjave           | ciave    |
| nocte(m)                       | not            | not      | gnot                 | nocc     | nuit     | notte           | noche    | nuèit/nuèch | nit      | noite      | noapte   | note/noti        | notte/notti      | note     |
| cantare                        | cjantar        | cantar   | cjantâ               | cantà    | chanter  | cantare         | cantar   | cantar      | cantar   | cantar     | cânta    | cantare/cantai   | cantà            | cantar   |
| capra(m)                       | cjaura         | caura    | cjavra               | cavra    | chèvre   | capra           | cabra    | cabra       | cabra    | cabra      | capra    | cabra            | capra            | càvara   |
| lingua(m)                      | lenga (léinga) | lengua   | lenga                | lengua   | langue   | lingua          | lengua   | lenga'      | llengua  | língua     | limbă    | limba/lingua     | lingua           | łéngua   |
| platea(m)                      | plaz           | piaza    | plaça                | piazza   | place    | piazza          | plaza    | plaça       | plaça    | praça      | piață    | pratha/pratza    | piazza           | piasa    |
| ponte(m)                       | pònt           | pònt     | puint                | pùt      | pont     | ponte           | puente   | pònt        | pont     | ponte      | pod'     | ponte/ponti      | ponte            | ponte    |
| ecclesia(m)                    | glesia         | ciesa    | glesia               | gesa     | église   | chiesa          | iglesia  | glèisa      | església | igreja     | biserică | creia/cresia     | ghjesgia         | ceza     |
| hospitale(m)                   | ospedal        | ospedal  | ospedâl              | ospedal  | hôpital  | ospedale        | hospital | espital     | hospital | hospital   | spital   | ispidale/spidali | spedale/uspidali | ospedałe |
| caseu(m) lat.volg.formaticu(m) | formai         | formai   | formadi              | formai   | fromage  | formaggio/cacio | queso    | formatge    | formatge | queijo     | brânză   | casu             | casgiu           | formajo  |

### Numeri in nones
1. un
2. doi
3. trei
4. cater
5. zinć (cinć)

1. sièi (sei)
2. sèt
3. òt
4. nueu (nuou / nou / nof / néo)
5. diês (dés)

1. undes
2. dódes
3. trédes
4. catòrdes
5. chindes

1. sédes
2. desesèt
3. desdòt
4. desnueu (desnuou / desnòu / desnof / desnéo)
5. vinti

### Giorni della settimana in noneso
Dì de la senmana en Nònes
- Lunedì: lüni
- Martedì: marti
- Mercoledì: mèrcol
- Giovedì: zuebia (zuòbia / giuebia / giobia / zóbia / zòbia)
- Venerdì: vènder
- Sabato: saba/sabo
- Domenica: duméngja (doméngia)

### Mesi dell'anno in noneso
Mesi da l'an en nones
- Gennaio: Zenar (Genar)
- Febbraio: Feorar (Feurar)
- Marzo: Marz
- Aprile: Aoril (Auril)
- Maggio: Mać (Maz)
- Giugno: Zugn (Giugn)
- Luglio: Lui
- Agosto: Agost
- Settembre: Setèmber
- Ottobre: Otóber
- Novembre: Novèmber
- Dicembre: Dizèmber (Dezember)

### Esempio: En lode de la lénga nònesa / In lode della lingua nonesa (tratta da "Poesie ladino-nonese" di Sergio de Carneri)
| La va via plana la parola nònesa, la cjamina col pass de l aradór ch'el tègn ben drit el sólć e no l s'encjanta né mplànta el plòu en mèz ala vanégia. La muda sòn de cà e de là de l'aca ntel Mezalón, n la Media e Bassa Val, 'tra paesi persin nt'la stessa plagja, ma stamp e cóndem resta sèmper chéi. La lénga nònesa l'é n parlar frasà, de tiritere e de bezgolamenti no' la gje n'sènt e nancja en chanteclere come i le usa da autre mande en do canche i se parla mpar ch'i ntòna i Salmi. Le parole le é curte e concentrade e pù le é curte pù le sona ben, ma pò ogni una la gjâ l so perché. Enzì, sonora e spiza, la cór ladina con en bel costrut, come en bon formai su 'nt una spiatada de pasta. Però l'è tant polita ancja perché con el tamìs dei sècoi s'é separà la pula dal formént. Zènto generazion de nònesi i à suclà l nònes en un col lat matèrn, zènto generazión de spóse gióne ninànt le crìe ntel brać o su le gjàide le gj' nonesava co' parole tèndre che canch' le séntes le cjaréza el côr. Zènto generazión de nòne e nòni i à contà nonesànt tute che storie de prinzipesse, prìnzipi e ncjantésmi e de romiti cjavalcjant su l órs entant che i òcli dele crìe sgranadi plan plan passava da la faula al sòn. Canti che i vio o che i mantègn raìs ntrà Cjavedać e i passi col Sudtiròl entrà i planòri de la Revèna e le gole davèrte envèrs el côr del Brenta, i déo rènderte onor, favèla nònesa, testimoni vivànt de la nòssa storia. Ti às tegnù a un i genitori e i fiôi nte na cjadéna de doimili ani, ti às salvà i nomi, le regole, i valori el nòs parlar e tut le tradizion perché la stirpe nònesa la se desferènzia da tut le autre che à butà l Trentin. L è grazie a ti se la cossiènza fonda de cji despéra su pontare érte parla la vós de chéi che gjèra prima e la gjé mét davanti come n spègjel i patimenti e la vertù dei vècli. Fintànt che parleràs dal laver de la gènt podrén ben star seguri ch'ancja la Val la tègn e che i so zènto paesi e pù strucjadi ntórn a cjampanii ben spizi ntra l vért entat de pradi e de pomari postadi al sol e co' la frónt ben auta segjiterà a smirar la tèra nònesa. | Incede piana la parola nonesa cammina con il passo di chi ara che tien ben dritto il solco e non si svia né abbandona l'aratro in mezzo al campo. Cambia pronuncia da una sponda all'altra nel Mezalòn, in media e in bassa valle, nei paesi perfino confinanti, ma impronta e ritmo restan sempre quelli. La lingua nonesa è un parlar conciso, rifugge da lungaggini e balbuzie e pur da certe cantilene insulse che sono usate da altre parti dove la gente parla e sembra intoni i salmi. Le parole sono corte e spesso contratte ma più son corte e più sono armoniose, e ognuna ha un proprio senso nel discorso. Così armoniosa e arguta procede piana con un bel costrutto. Ed è tanto polita anche perché, sotto il vaglio dei secoli, la pula si è divisa dal frumento. Cento generazion di nonesi han succhiato assieme al latte la lor lingua materna,, cento generazion di spose giovani cullando i figli in braccio o sui ginocchi gli nonesavan con parole dolci che nell'udirle intenerisce il cuore. Cento generazion di nonne e nonni han raccontato nonesando storie di principesse, principi incantesimi e di romiti assisi in groppa agli orsi infin che gli occhi dei piccoli sgranati non reclinavan dalla fiaba al sonno. Quanti oggi vivon o tengon radici fra Cavedago e i Passi con il Sudtirolo fra i pascoli di altura del Roèn, e le gole protese sul profondo Brenta, rendano onore a te favela nonesa, testimone vivente della nostra storia. Tu hai sempre unito genitori e figli in un percorso di duemila anni, tu hai preservato i nomi, le regole, i valori la nostra lingua ed ogni tradizion per cui la gente nonesa tanto si distingue da tutte l'altre che il Trentino nutre. È grazie a te se alla coscienza fonda di chi dispera su salite erte, parla la voce dei predecessori che gli metton davanti come specchio i patimenti e le virtù dei padri. Finché tu parlerai dal labbro della gente potrem ben star sicuri che la valle resisterà e che i suoi cento paesi e più serrati attorno a campanili aguzzi, nel verde intatto di meleti e prati, saldi nel suolo e con la fronte al sole rimireranno ancor la terra nonesa. |

'